# David Merrick
David Merrick, pseudonimo di David Lee Margulois (Saint Louis, 27 aprile 1911 – Londra, 25 aprile 2000), è stato un produttore teatrale statunitense.

## Biografia
Nato a Saint Louis in una famiglia ebraica, Merrick studiò giurisprudenza all'Università Washington a Saint Louis e alla Saint Louis University School of Law, ma nel 1940 abbandonò la carriera legale per quella di impresario teatrale. Adottò il suo pseudonimo in omaggio all'attore David Garrick. Prolifico produttore a Broadway per oltre cinquant'anni, Merrick produsse circa settanta tra opere di prosa, musical e riviste, vincendo undici Tony Award, tra cui uno alla carriera nel 1961. Nonostante alcuni flop, Merrick si affermò come uno dei maggiori produttori teatrali del secondo novecento, producendo sia grandi successi commerciali (come i musical Gypsy nel 1959, Oliver! nel 1963, Hello, Dolly! nel 1964 e 42nd Street nel 1981) che opere teatrali di grande valore letterario scritte da alcuni dei più importanti drammaturghi del secolo (tra cui Marat/Sade di Peter Weiss nel 1965, Rosencrantz e Guildenstern sono morti di Tom Stoppard nel 1967 e The Seven Descents of Myrtle di Tennessee Williams nel 1968). Merrick divenne noto anche per i suoi stunt pubblicitari di dubbia onestà: nel 1961, per esempio, invitò al suo musical Subways Are For Sleeping sette spettatori con lo stesso nome dei sette maggiori critici teatrali di New York, usando le loro opinioni entusiastiche per vendere biglietti invece di quelle più tiepide degli omonimi critici teatrali. Per quanto la sua attività fosse prevalentemente a teatro, durante gli anni 70 Merrick produsse anche quattro film: Spirale d'odio, Il grande Gatsby, Un gioco da duri e Taglio di diamanti.
Nel corso della sua vita, Merrick si sposò sei volte: con Lenore Beck, Jeanne Gibson, Etan Aronson (due volte, la prima nel 1969 e la seconda nel 1983), Karen Prunczik e Natalie Lloyd. Natalie Lloyd fu l'ultima signora Merrick al momento della morte del produttore, stroncato da un infarto a Londra nel 2000. Nel 1983 un precedente infarto lo aveva già costretto sulla sedia a rotelle.

## Filmografia
- Spirale d'odio (Child's Play), regia di Sidney Lumet (1972)
- Il grande Gatsby (The Great Gatsby), regia di  Jack Clayton (1974)
- Un gioco da duri (Semi-Tough), regia di Michael Ritchie (1977)
- Taglio di diamanti (Rough Cut), regia di Don Siegel (1980)